# Ila Haft- und Verwahrungsanstalt

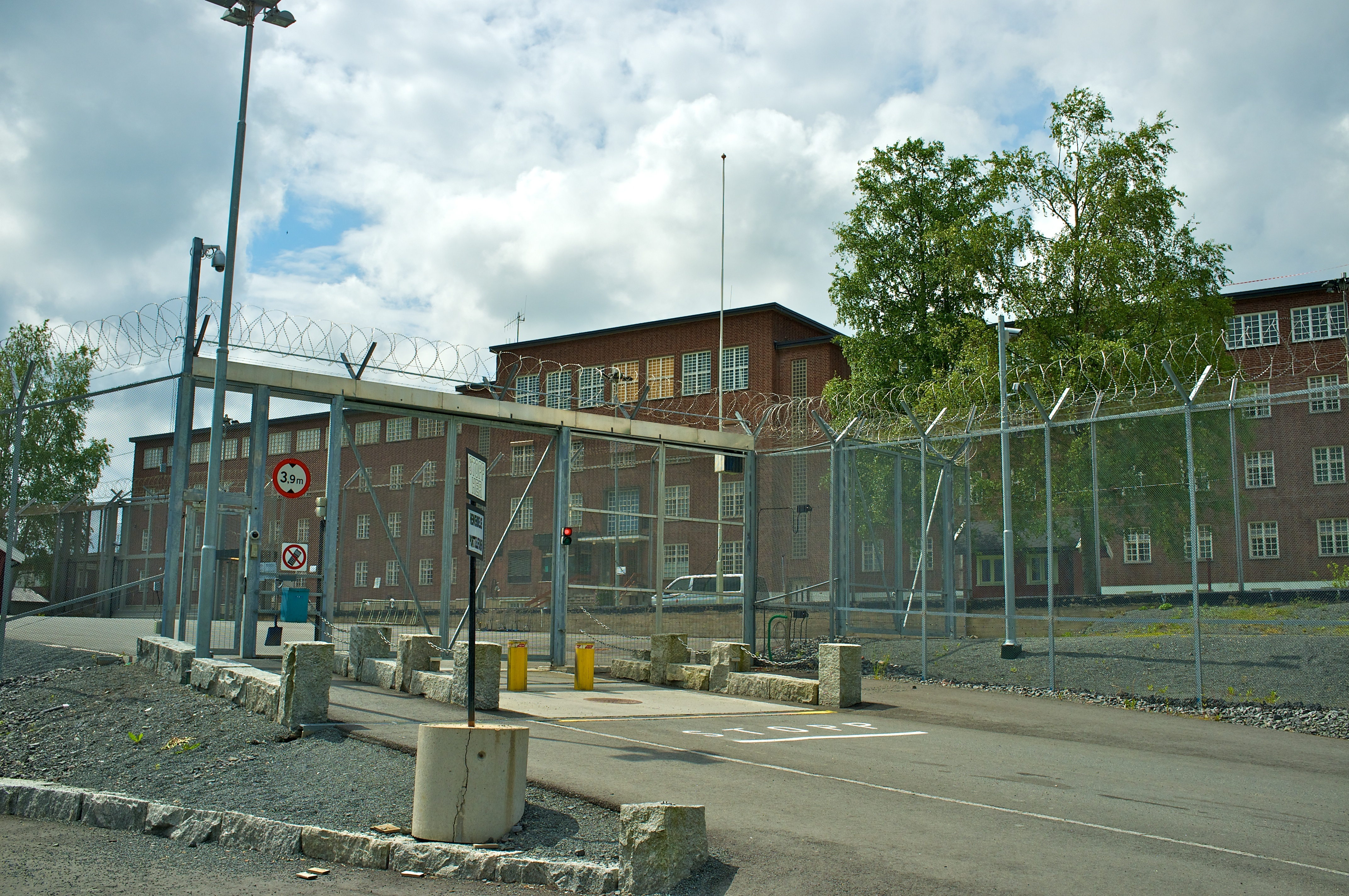
Ila fengsel og forvaringsanstalt – Einfahrtstor

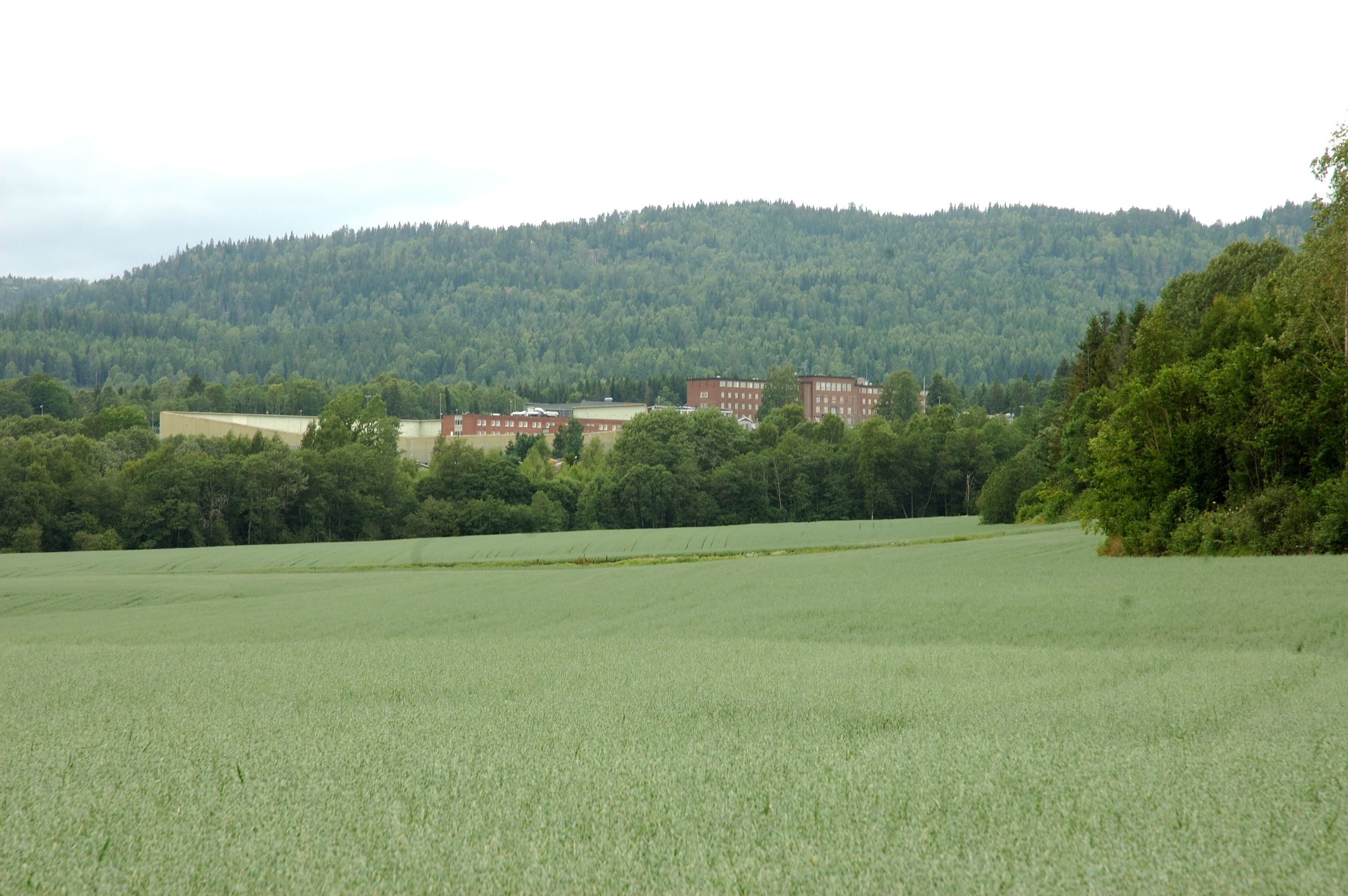
Ansicht des Gefängniskomplexes

Die Ila Haft- und Verwahrungsanstalt (offiziell Norwegisch Ila fengsel og forvaringsanstalt) ist ein Gefängnis in der norwegischen Kommune Bærum in der Provinz Akershus, einige Kilometer außerhalb der Hauptstadt Oslo.

## Geschichte
Der heute als Ila Haft- und Verwahrungsanstalt genutzte Gebäudekomplex wurde größtenteils in den Jahren von 1937 bis 1939 gebaut und 1940 fertiggestellt. Im selben Jahr wurde Norwegen vom Deutschen Reich besetzt und okkupiert, weshalb die Gefängnisgebäude in den ersten Jahren ihres Bestehens als Konzentrationslager (Polizeihäftlingslager Grini) genutzt wurden. Es diente vorwiegend der Unterbringung politischer Gegner der Nationalsozialisten in Norwegen. Während der Zeit als Konzentrationslager waren in Grini über 20.000 Gefangene inhaftiert, die zum größten Teil norwegische Staatsbürger waren.
Nach dem Zweiten Weltkrieg und der Befreiung Norwegens wurde der Name des Gefängnisses in Ilebu geändert und die Anstalt in der Folge zur Anhaltung und Inhaftierung von Kriegsverbrechern und Hochverrätern genutzt. Seit 1951 wird die Überwachungs-Einheit des Ila-Gefängnisses für Personen genutzt, die nach norwegischem Recht zu einer Sicherungsverwahrung verurteilt wurden. Von 1976 bis 2000 war die offizielle Bezeichnung des Gefängnisses in der Folge Ila landsfengsel og sikringsanstalt, was auf Deutsch etwa „Ila Landesgefängnis und Sicherungsanstalt“ bedeutet.

## Heutige Konzeption
Nach einem aufwändigen Umbau des Innenbereichs des Gefängnisses können in diesem in zwölf Flügeln oder Abteilungen insgesamt 124 männliche Gefangene untergebracht werden. Einige der gefährlichsten Verbrecher Norwegens, darunter Gewalt- und Sexualstraftäter, verbüßen ihre oft mehrjährigen Haftstrafen im Ila-Gefängnis. Unter den Inhaftierten befand sich, bis zu seiner Verlegung ins Gefängnis von Skien (Skien Fengsel), auch der Attentäter Anders Behring Breivik, der bei den Terroranschlägen am 22. Juli 2011 insgesamt 77 Menschen ermordet hatte und am 24. August 2012 zur Höchststrafe von 21 Jahren Haft und anschließender Sicherungsverwahrung verurteilt worden war.